# Attricourt
Attricourt è un comune francese di 37 abitanti situato nel dipartimento dell'Alta Saona,  nella regione della Borgogna-Franca Contea.

## Società

### Evoluzione demografica
Abitanti censiti